# 장미색
로즈(薔薇色, Rose)는 정확히 마젠타와 빨강 사이의 색상환에 포함되는 색이다.
장미색은 순수 컬러 휠에서 크로마이다. 식이 RGB 휠인 HSV 색공간에서 장미색은 330°의 색상을 지니고 있다. 장미색은 RGB 컬러 휠의 3차색 가운데 하나이다.
장미색의 보색은 춘록색이다.
오른쪽에 표시되는 색이 바로 장미색이다.
장미색은 웹 색상이기도 하다.

## 같이 보기
- 색 목록
- 툴루즈